# Shopper-marketing
Il marketing per shopper  si concentra sui punti vendita e ha lo scopo di trasformare la persona che sta facendo le compere in un acquirente del prodotto.
Obiettivo di questo tipo di marketing è far nascere le decisioni d'acquisto nel punto vendita, quando ci si trova nelle vicinanze del prodotto. Il consumatore del prodotto e l'acquirente possono essere persone diverse. Una madre di famiglia ad esempio potrebbe fare circa il 90% delle spese quotidiane, mentre il consumo potrebbe suddividersi equamente fra quattro membri della famiglia.
Da un punto di vista del dettagliante, il marketing per shopper significa che i fornitori concentrano i propri investimenti pubblicitari sul punto vendita invece che sui tradizionali mezzi mediatici. Un elemento importante per la nascita del marketing per shopper è stata una migliore comprensione dei clienti e dei comportamenti d'acquisto (ad esempio grazie ai dati d'acquisto delle carte di fedeltà), resa possibile dall'evoluzione dei sistemi d'informazione dei punti vendita. Gli investimenti dei fornitori nel marketing per shopper presentano un tasso annuale di incremento di 21%. Procter & Gamble, ad esempio, investe, secondo i dati del suo rendiconto annuale, almeno 500 milioni di dollari all'anno nel marketing per shopper. Ad esempio, i seguenti risultati di un'analisi denotano uno spostatamento degli investimenti da un marketing rivolto ai consumatori ad uno rivolto agli shopper:
- 70 % delle scelte del marchio si compiono nel punto vendita[1]
- 68 % delle decisioni d'acquisto non sono programmate[3]
- 5 % rimane fedele ad un marchio di prodotti[4]

## Zone
Punto di partenza del marketing per shopper è sempre lo shopper, cioè la persona che sta effettuando le compere. Tradotto in azioni pratiche, questo tipo di marketing lancia degli stimoli allo shopper che si trova nel punto vendita; questi impulsi vengono generati sulla base della comprensione del suo comportamento d'acquisto. Al pari del marketing tradizionale, anche quello per shopper si può suddividere nelle quattro P: prodotto (product), prezzo (price), posto (place) e promozione (promotion).
- Prodotto (product): dimensione, forma, colore, materiale, confezione, messaggi sulla confezione e grafica
- Prezzo (price): sconti sul prezzo, sconti raggruppati, messaggi dei prezzi
- Posto (place): idea di base del punto vendita, illuminazione, corridoi con scaffalature e posizionamento dei pannelli espositivi
- Promozione (promotion): promozioni sulle confezioni, promozioni nei punti vendita, messaggi promozionali, pannelli espositivi, teleschermo nel punto vendita, adesivi per pavimenti e pubblicità sui carrelli e cestini

## Informazione sul comportamento d'acquisto
Per raccogliere dati sul comportamento d'acquisto dello shopper, esistono tre metodi: osservazione, interviste e sistemi informativi delle casse.
Le osservazioni fatte nel punto vendita forniscono informazioni relative al comportamento dello shopper durante il processo d'acquisto. Si può pensare ad esempio alla durata degli acquisti, a che cosa ha attirato l'attenzione dello shopper, a cosa ha toccato, esaminato ed effettivamente comprato come anche ai modi d'acquisto che incidono sull'intero processo. Tramite le interviste si riescono a estrapolare i motivi che stanno alla base dei comportamenti d'acquisto. Fra gli elementi decisivi per l'insorgere di una decisione d'acquisto ci sono: possibilità di rimborso e riconoscimento di prodotti sostitutivi, valutazione e opinioni, desideri e fattori riguardanti la motivazione, nonché stile di vita e condizione personale. I sistemi di cassa invece forniscono dati su quando e quali prodotti sono stati venduti. Grazie alle carte di fedeltà è anche possibile collegare gli scontrini ai singoli shopper in modo da ottenere un dato assoluto su che cosa e quando un determinato shopper ha acquistato. Per avere una visione ancora più dettagliata del comportamento dello shopper, si collegano tutte le informazioni ottenuta tramite la raccolta dati con i suddetti metodi, e si ottiene un quadro globale dello shopper (come, perché, che cosa e quando).

## Segmentazione degli shopper
Per una segmentazione degli shopper si suddivide il mercato in gruppi essenziali e misurabili, cioè in segmenti basati su informazioni riguardanti il comportamento d'acquisto. La segmentazione degli shopper permette di far fronte in modo migliore alle necessità dei singoli segmenti. I comportamenti dello shopper sensibile ai prezzi e quelli dello shopper tradizionale sono molto diversi l'uno dall'altro. Grazie alla segmentazione è possibile indirizzare le misure di marketing verso lo shopper più redditizio per il punto vendita.

## Esempi di segmentazione degli shopper
- TESCO[5]
  - Finer Foods
  - Healthy
  - Convenience
  - Price Sensitive
  - Mainstream
  - Traditional
  - Social Shoppers
- WAL-MART[6]
  - Brand Aspirationals
  - Price Value Shoppers
  - Trendy Quality Seekers
  - Price Sensitive Affluents
  - One Stop Shoppers
  - Conscientious Objectors
- SAFEWAY[6]
  - Value-Seeking
  - Variety-Seeking
  - Brand-Seeking
  - Simplicity-Seeking
  - Discovery-Seeking
  - Quality-Seeking